# Mårten Cronstierna
Mårten Cronstierna, född 20 februari 1682 i Stockholm, död 28 augusti 1752 på Håtunaholm, var en svensk militär. Han var svärfar till David Henrik Hildebrand i dennes första äktenskap.
Mårten Cronstierna var son till överstelöjtnant Mårten Cronstierna och hans hustru Gertrud Berendes. Han uppfostrades till page vid Karl XI:s hov, och gick redan som ung i krigstjänst och var i slaget vid Düna 1701 kommenderande officer. Han ingick därefter i franska armén som menig grenadjär vid general Sparres regemente. I slaget vid Ekeren fick han två svåra sår i huvudet och kastades ned i ett dike tillsammans med en mängd döda kroppar, där han efter striden slut kändes igen och återuppväcktes. Han deltog därefter i belägringen av Menin och slagen vid Ramillies och Oudenaarde, och fick vid det senare slaget en kula genom magen. Efter att ha återhämtat sig från sin skada tog han avsked ur franska armén och anställdes som kammarherre hos kung Stanislaus i Polen och utnämndes till överstelöjtnant vid hans garde. Han tjänade hos Stanislaus fram till 1718, då han återvände till Sverige. 1725 skickades han som sändebud att lyckönska Stanislaus till hans dotters förmälning med Ludvig XV av Frankrike, och blev på den förres förord av franska kungen utnämnd till överste vid kavalleriet. 1729 befordrades han till svensk överste och blev kommendant på Varbergs fästning. Han utnämndes till chef för adelsfanan 1732 och till generalmajor 1746.